# Jüdischer Friedhof (Prostějov)
Koordinaten: 49° 27′ 16,7″ N, 17° 6′ 46,2″ O

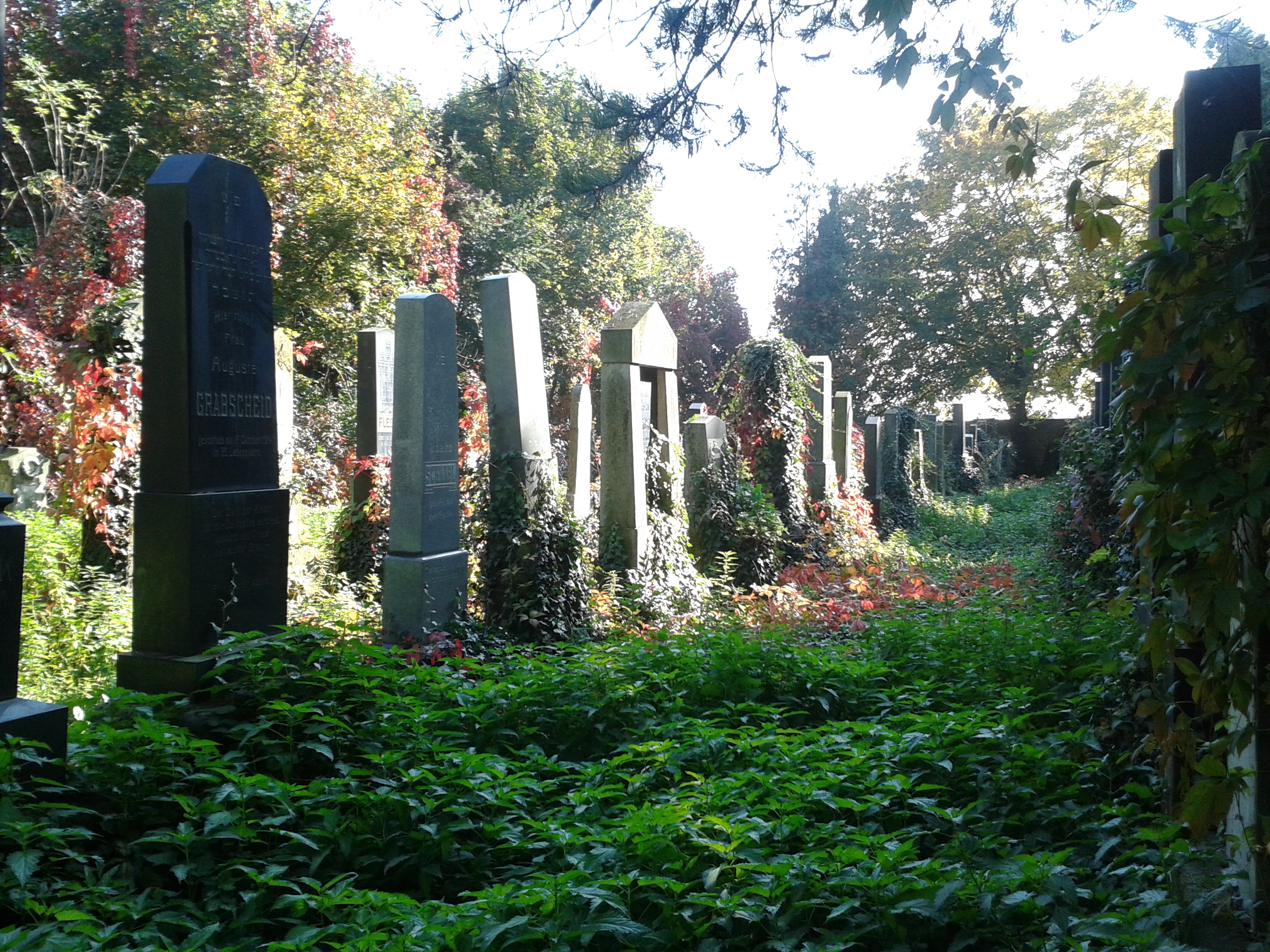
Der jüdische Friedhof in Prostějov

Der Jüdische Friedhof Prostějov ist ein Friedhof in Prostějov (deutsch Proßnitz in Mähren) im Okres Prostějov in der Region Olomoucký kraj in Ost-Tschechien.
Der jüdische Friedhof liegt am südlichen Ortsrand, südlich anschließend an den städtischen Friedhof. Über die Anzahl der Grabsteine liegen keine Angaben vor. Auf dem Friedhof steht ein Denkmal aus dem Jahr 1950 für die Opfer des Nationalsozialismus.

## Geschichte
Der „neue“ Friedhof wurde im Jahr 1908 angelegt. Einige Grabsteine aus der 1. Hälfte des 19. Jahrhunderts wurden von einem anderen, dem „alten“ Friedhof hierher gebracht, der ab ca. 1800 neu angelegt und im Jahr 1943 zerstört wurde.